# Rozdroże
Rozdroże (deutsch Karlshöhe) ist ein Dorf in der polnischen Woiwodschaft Ermland-Masuren. Es gehört zur Gmina Nidzica (Stadt- und Landgemeinde Neidenburg) im Powiat Nidzicki (Kreis Neidenburg).

## Geographische Lage
Das Dorf Rozdroże besteht aus der Kolonia Rozdroże und der Osada Rozdroże. Es liegt im Südwesten der Woiwodschaft Ermland-Masuren, fünf Kilometer westlich der Kreisstadt Nidzica (deutsch Neidenburg).

## Geschichte
Die Gründung von Karlshöhe geschah erst nach 1871. Das Ortsbild war geprägt durch eine Ziegelei sowie ein paar Höfen. Karlshöhe war anfangs ein Wohnplatz von Pilgramsdorf (polnisch Pielgrzymowo) im ostpreußischen Kreis Neidenburg. Am 1. Oktober 1935 wurde das Dorf nach Olschau (1938 bis 1945 Struben, polnisch Olszewo) eingegliedert.
1945 wurde in Kriegsfolge das gesamte südliche Ostpreußen und mit ihm Karlshöhe an Polen überstellt. Karlshöhe erhielt die polnische Namensform „Rozdroże“ und ist heute mit dem Sitz eines Schulzenamts (polnisch Sołectwo) eine Ortschaft im Verbund der Gmina Nidzica (Stadt- und Landgemeinde Neidenburg) im Powiat Nidzicki (Kreis Neidenburg), bis 1998 der Woiwodschaft Olsztyn, seither der Woiwodschaft Ermland-Masuren zugehörig.

## Kirche

### Evangelisch
Karlshöhe bis 1945 in die  evangelische Pfarrkirche Neidenburg innerhalb der Kirchenprovinz Ostpreußen der Kirche der Altpreußischen Union eingegliedert. Und dieser Bezug besteht auch heute noch, wobei die Pfarrkirche Nidzicajetzt allerdings zur Diözese Masuren der Evangelisch-Augsburgischen Kirche in Polen gehört.

### Römisch-katholisch
Vor 1945 waren die römisch-katholischen Einwohner auch nach Neidenburg hin orientiert und in die dortige Pfarrkirche im damaligen Bistum Ermland eingegliedert.
Heute ist Rozdroże  selbst Sitz einer eigenen römisch-katholischen Pfarrei im  Erzbistum Ermland. Der Pfarrei sind die beiden Filialkirchen in Łysakowo (Lissaken, 1938 bis 1945 Talhöfen) und Sławka Wielka (Groß Schläfken) zugeordnet.

## Verkehr
In Rozdroże treffen die beiden Woiwodschaftsstraßen 538 und 545 aufeinander und vereinigen sich über fünf Kilometer bis zur Stadt Nidzica. Die 119 Kilometer lange DW 538 kommt aus der Woiwodschaft Kujawien-Pommern und führt durch den Südwesten der Woiwodschaft Ermland-Masuren bis zum Anschluss Nidzica-Południe der Schnellstraße 7 (Europastraße 77). Die DW 545 verbindet die Regionen Szczytno (Ortelsburg), Nidzica (Neidenburg) und Działdowo (Soldau) miteinander.
Über die Bahnstation Nidzica hat Rozdroże Anschluss an den Bahnverkehr mit der Bahnstrecke Działdowo–Olsztyn (deutsch Soldau–Allenstein).